# Monacrosporium cystosporum
Monacrosporium cystosporum är en svampart som beskrevs av R.C. Cooke & C.H. Dickinson 1965. Monacrosporium cystosporum ingår i släktet Monacrosporium och familjen vaxskålar.   Inga underarter finns listade i Catalogue of Life.